# Tiro esportivo nos Jogos Pan-Americanos de 2015 - Fossa olímpica feminino
A categoria da fossa olímpica feminino foi um dos eventos do tiro esportivo nos Jogos Pan-Americanos de 2015, em Toronto. Foi disputada no dia  13 de julho no Pan Am Shooting Centre em Innisfil. 

## Calendário
Horário local (UTC-4)
| Data        | Horário | Fase                |
| ----------- | ------- | ------------------- |
| 13 de julho | 09:00   | Qualificação        |
| 13 de julho | 14:30   | Semifinal           |
| 13 de julho | 14:45   | Disputa pelo bronze |
| 13 de julho | 14:45   | Final               |

## Medalhistas
| Ouro   | CAN Amanda Chudoba   |
| Prata  | USA Kayle Browning   |
| Bronze | USA Kimberley Bowers |

## Resultados

### Qualificação
| Pos. | Atiradora        | Nacionalidade      | 1  | 2  | 3  | Total | Notas |
| ---- | ---------------- | ------------------ | -- | -- | -- | ----- | ----- |
| 1    | Kayle Browning   | USA Estados Unidos | 24 | 20 | 19 | 63    | Q     |
| 2    | Kimberley Bowers | USA Estados Unidos | 23 | 21 | 18 | 62    | Q     |
| 3    | Janice Teixeira  | BRA Brasil         | 19 | 21 | 20 | 60    | Q     |
| 4    | Amanda Chudoba   | CAN Canadá         | 19 | 23 | 18 | 60    | Q     |
| 5    | Susan Nattrass   | CAN Canadá         | 17 | 20 | 22 | 59    | Q     |
| 6    | Ana Latorre      | PUR Porto Rico     | 18 | 22 | 18 | 58    | Q     |
| 7    | Pamela Salman    | CHI Chile          | 17 | 18 | 19 | 54    |       |
| 8    | Vivian Rodriguez | PUR Porto Rico     | 15 | 18 | 17 | 50    |       |
| 9    | Ana Soto         | GUA Guatemala      | 17 | 18 | 15 | 50    |       |
| 10   | Gisele Saraiva   | BRA Brasil         | 19 | 9  | 13 | 41    |       |

### Semifinal
| Pos. | Atiradora        | Nacionalidade      | Resultados | Desempate | Notas |
| ---- | ---------------- | ------------------ | ---------- | --------- | ----- |
| 1    | Kayle Browning   | USA Estados Unidos | 13         |           | QG    |
| 1    | Amanda Chudoba   | CAN Canadá         | 13         |           | QG    |
| 3    | Kimberley Bowers | USA Estados Unidos | 11         |           | QB    |
| 3    | Ana Latorre      | PUR Porto Rico     | 11         |           | QB    |
| 5    | Janice Teixeira  | BRA Brasil         | 10         |           |       |
| 6    | Susan Nattrass   | CAN Canadá         | 9          |           |       |

### Final

#### Disputa pelo bronze
| Pos.              | Atiradora        | Nacionalidade      | Resultados | Desempate | Notas |
| ----------------- | ---------------- | ------------------ | ---------- | --------- | ----- |
| Medalha de bronze | Kimberley Bowers | USA Estados Unidos | 11         | +1+1      |       |
| 4                 | Ana Latorre      | PUR Porto Rico     | 11         | +1+0      |       |

#### Disputa pelo ouro
| Pos.             | Atiradora      | Nacionalidade      | Resultados | Desempate | Notas |
| ---------------- | -------------- | ------------------ | ---------- | --------- | ----- |
| Medalha de ouro  | Amanda Chudoba | CAN Canadá         | 11         | +1+1      |       |
| Medalha de prata | Kayle Browning | USA Estados Unidos | 11         | +1+0      |       |